# I. e. 238
Évszázadok: i. e. 4. század – i. e. 3. század – i. e. 2. század
Évtizedek: i. e. 280-as évek – i. e. 270-es évek – i. e. 260-as évek – i. e. 250-es évek – i. e. 240-es évek – i. e. 230-as évek – i. e. 220-as évek – i. e. 210-es évek – i. e. 200-as évek – i. e. 190-es évek – i. e. 180-as évek
Évek: i. e. 243 – i. e. 242 – i. e. 241 – i. e. 240 –  i. e. 239 – i. e. 238 – i. e. 237 – i. e. 236 – i. e. 235 – i. e. 234 – i. e. 233

## Események

### Karthágó
- A zsoldosháborúban Hamilcar Barca elvágja a Karthágót ostromló zsoldosok utánpótlását, így azok kénytelenek elvonulni. Vonulásuk közben zaklatja, majd beszorítja őket a Fűrész-szurdokba (amely az alakjáról kapta a nevét). Itt blokád alá veszi őket, majd teljes győzelmet arat a kitörő zsoldosokon. A csata után állítólag 40 ezer foglyot végeztet ki.
- A korábban fellázadt líbiai városok Utica és Hippacritae kivételével megadják magukat.
- Hamilcar ostrom alá veszi a zsoldosok fő bázisát Tuniszban. A korábban elfogott vezéreiket a falak előtt keresztre feszítteti. A zsoldosok egy kitörés során elfognak néhány karthágói főtisztet, akiket szintén keresztre feszítenek. Hamilcar végül legyőzi a lázadókat és elfogja a vezérüket. Ezután ostrommal elfoglalják Uticát és Hippacritaet, véget vetve a felkelésnek.

### Róma
- Tiberius Sempronius Gracchust és Publius Valerius Faltót választják consulnak.
- Róma hadat üzen Karthágónak a Szardínia feletti uralomért, de az első pun háborúban és a zsoldosháborúban kivéreztetett Karthágó feladja a szigetre vonatkozó igényeit.
- Valerius a Pó-síkságon élő kelta boiusok és ligurok ellen visel hadat. Első alkalommal elhamarkodott támadása kudarcot vall és - tiltakozása ellenére - erősítést küldenek neki. Másodjára győzelmet arat a kelták felett.

### Perzsia
- A nomád parnoszok - kihasználva, hogy a Szeleukida Birodalom délen és délnyugaton háborúzik - I. Arszakész vezetésével megszállják Parthia tartományt, amelynek kormányzója, Andragorasz is elesik.

### Egyiptom
- Felállítják a kanopusz-dekrétum kőtábláját III. Ptolemaiosz és felesége Bereniké tiszteletére. A három írással (görög, demotikus, hieroglif) írt szöveg a 19. században nagy segítséget jelent az egyiptomi írás megfejtéséhez.

## Születések
- Masinissa, numida király
- V. Philipposz makedón király

## Halálozások
- Andragorasz, Parthia kormányzója
- Hszün-ce, kínai filozófus

## Fordítás
- Ez a szócikk részben vagy egészben  a(z)   238 BC című angol Wikipédia-szócikk ezen változatának fordításán alapul.  Az eredeti cikk szerkesztőit annak laptörténete sorolja fel. Ez a jelzés csupán a megfogalmazás eredetét és a szerzői jogokat jelzi, nem szolgál a cikkben szereplő információk forrásmegjelöléseként.